# 나카무라 치에
나카무라 치에(일본어: 中村 千絵 なかむら ちえ[*], 1978년 5월 14일 ~ )는 일본의 성우. 도쿄도 출신. 액셀원 소속.